# عندما أنظر إليك (أغنية)
«عندما أنظر إليك» (بالإنجليزية: When I Look at You)‏هي أغنية للمغنية وكاتبة الأغاني والممثلة الأمريكية مايلي سايرس، كتب الأغنية هيلاري ليندسي وجون شانكس، وأنتجها شانكس. أصدرتها في 16 فبراير 2010 شركة تسجيلات هوليوود، ليكون الثاني والأخير من برنامج سايرس الأول وقت حياتنا (2009). «عندما أنظر إليك» ظهرت خلال فيلم الدراما الرومانسية لعام 2010 «الأغنية الأخيرة» وما يقابلها من موسيقى الفيلم، واستُخدمت لترويج الفيلم. تعتمد الأغنية أساسًا على آلة البيانو، وتتحدث كلمات الأغنية عن فتى الأحلام.
«عندما أنظر إليك» تلقت استقبالًا نقديًا متوسطًا ولم تتمكن من إعادة النجاح التجاري لأغنية سايرس المنفردة السابقة، «حفلة في الولايات المتحدة الأمريكية». عندما أنظر إليك احتلت المرتبة 16 على لائحة أفضل 100 أغنية ودخلت ضمن أفضل 30 أغنية في أستراليا، كندا، ونيوزيلندا. أخرج الأغنية آدم شانكمان، وظهرت سايرس تعزف البيانو في العديد من المشاهد مثل الشاطئ والغابات، نشرت نسختين من الفيديو: أحدهما يستبدل عدة مشاهد بمقاطع من «الأغنية الأخيرة» وآخر يُظهر بيسبال «ديفيد بيسبال مغني وكاتب أغاني». أدرجت الاغنية في أول جولة عالمية لها، جولة العالم العجيبة (2009).
سنة 2020، اكتسبت الأغنية شعبية غير متوقعة مرة أخرى، لكونها واردة في تحدي الفيديو على تطبيق المشاركة تيك توك حطمت أرقام الأكثر مبيعًا على Spotify وApple Music، وتمكنت من أن تصبح واحدة من أعلى 10 أغاني شعبيةً لسايرس على Spotify.

## الخلفية
«عندما أنظر إليك» كتبها هيلاري ليندسي وجون شانكس. استُخدمت للترويج لفيلم الدراما الرومانسية لعام 2010 «الأغنية الأخيرة» المبنية على رواية نيكولاس سباركس التي تحمل الاسم ذاته، تقوم سايرس بدور فيرونيكا «روني» ميلر، وهي فتاة غاضبة متمردة في السابعة عشرة من عمرها تجبر على قضاء صيف مع والدها المنفصل ستيف «جريج كينيار». ضُمّنت الأغنية للمرة الأولى في مسرحية سايروس الموسعة عام 2009 وقت حياتنا، ولاحقًا في الفيلم ثم في الموسيقى المصاحبة له. كان من المقرر في البداية أن تدرج سايرس الأغنية في ألبوم 2010 «لا يمكن ترويضه»، لكن تقرر أن تدرج في وقت حياتنا وكذلك الأغنية الأخيرة، لملاءمتها لفكرة الفيلم. وفقًا لسايرس، فإنها حين تغني عندما أنظر إليك، فهي تفكر في الأسرة والحب، هذا هو نوع الفيلم عمومًا. صدرت لاحقًا نسخة ريمكس«من تي ميرو تي»، بطولة المغني الإسباني ديفيد بيسبال، تظهر بها سايرس تغني مقطعًا باللغة الإنجليزية، في حين يغني بيسبال بالإسبانية والإنكليزية.

## التأليف الموسيقي
نموذج «عندما أنظر إليك» لمايلي سايرس، مأخوذة من النصف الأخير من الأغنية، تحتوي العينة على غيتار كهربائي منفرد وبداية الجوقة الثالثة. «عندما أنظر إليك» مدتها أربع دقائق وعشر ثوان. وفقًا لكاتي بيرن من MTV News، فإن الأغنية عبارة عن أغنية قوية. عينت الأغنية في 3,4 مرات وبوتيرة معتدلة 138 ضربة في الدقيقة. وهي مكتوبة بمفتاح G-flat major، وتمتد غناء Cyrus إلى جهازي أوكتاف، من G3 إلى E5  تبدأ الأغنية بالبيانو في مقدمتها وتنتقل إلى غناء سايرس بنبرة هادئة. تبدأ بصمت ثم نحو البيت الثاني ويتبع الجيتار الكهربائي المنفرد الكورس الثاني، ما يدل على تأثير موسيقى الريف في الأغنية. جوسلين فينا، وهي أيضًا من MTV News، فسرت كلمات «عندما أنظر إليك» بأنها تدور حول فتى أحلام سايرس. وفقًا لبيرن.، السطر الأخير -أنت تبدو تمامًا مثل حلمت لي- يشبه الوهم للغاية.

## استقبال النقاد
أفاد النقاد المعاصرون بأن الأغنية كانت متوسطة إلى جيدة، أطلق عليها لايل لونستين من مجلة ميثورث اسم «ضربة شبه محتومة لأغنية منفردة» وأشارت هيذر فيرس من ألموسيك إلى أنها لاحظت أن غناء المقدمة في الصدارة تبدو سايرس مشرقة فعلًا. أضافت فيرس، إنها على نفس المستوى من الغناء. عارض بيل لامب بأن أغنيتي «عندما أنظر إليك» و«مهووسة»، تبدوان كأنهما عابرتين.
1. ↑  "TikTok Is Reviving This Classic Miley Cyrus Love Song". PAPER (بالإنجليزية). 18 Aug 2020. Archived from the original on 2020-10-09. Retrieved 2020-09-22.
2. ↑  The Time of Our Lives liner notes [CD] تسجيلات هوليوود (2009).
3. ↑  "Exclusive First Look: "The Making of Miley Cyrus" "When I Look at You"". فري فورم. شركة والت ديزني. مؤرشف من الأصل في 2010-03-10. اطلع عليه بتاريخ 2010-05-09.
4. ↑  "Miley Cyrus & David Bisbal - "When I Look at You"". إم تي في. فاياكوم. مؤرشف من الأصل في 2015-05-07. اطلع عليه بتاريخ 2010-05-09.
5. 1 2 3  Phares، Heather. "The Time of Our Lives [Walmart Exclusive] > Review". Allmusic. Rovi Corporation. مؤرشف من الأصل في 2021-03-08. اطلع عليه بتاريخ 2010-05-09.
6. 1 2 3  Byrne، Katie (24 مارس 2010). "Miley Cyrus, Demi Lovato And Joe Jonas Take Over 'American Idol'". MTV News. Viacom. مؤرشف من الأصل في 2021-02-12. اطلع عليه بتاريخ 2010-05-08.
7. 1 2  "Digital sheet music - Miley Cyrus - When I Look at You". Musicnotes.com. Alfred Publishing. 20 يناير 2010. مؤرشف من الأصل في 2021-05-02. اطلع عليه بتاريخ 2010-05-10.
8. ↑  Vena، Jocelyn (25 فبراير 2010). "Miley Cyrus And Liam Hemsworth Get Romantic In 'When I Look At You' Video". MTV News. Viacom. مؤرشف من الأصل في 2010-03-08. اطلع عليه بتاريخ 2010-05-09.
9. ↑  Lowenstein، Leal (2 أكتوبر 2009). "Concert Review: Miley Cyrus". فارايتي. ريلكس. مؤرشف من الأصل في 2021-02-11. اطلع عليه بتاريخ 2010-05-09.